# CG2A
La CG2A est une ancienne filiale de la Compagnie générale des eaux (CGE, devenue Vivendi puis Veolia), revendue à la société Thyssen Ascenseurs. Elle fut impliquée dans l'affaire des HLM de Paris.

## Les ascenseurs des HLM de Paris
Le contrat de maintenance et de rénovation des 3 092 cabines d'ascenseurs des immeubles d'HLM parisiens est attribué en 1992. Le budget annuel de ces travaux avoisine 140 millions de francs, et le contrat porte sur une durée de quinze ans. Trois entreprises sont retenues : la CG2A, la Somatem, filiale de la Lyonnaise des eaux et le groupe américain Otis.
L'enquête a montré que, pour cet appel d'offres, des commissions avaient été versées, via le règlement de factures d'« assistance commerciale » à l'une des sociétés de Jean-Claude Méry. Un dirigeant de la CG2A, lors de l'attribution du marché, a ainsi déclaré au juge avoir acquitté de semblables factures au mois de février 1992 « parce que la commission d'appel d'offres se réunissait la semaine suivante ». Jean-Claude Méry, expliquait-il, lui avait mis « le couteau sous la gorge ». Questionné le 11 mai 1998, Jean-Claude Méry avait, pour sa part, reconnu avoir « demandé 1,5 % du marché, qui [lui] ont été versés en Suisse », mais il n'avait pas évoqué de destination politique.